# Rotzenmühle
Rotzenmühle ist ein Ortsteil von Püchersreuth im Landkreis Neustadt an der Waldnaab des bayerischen Regierungsbezirks Oberpfalz.

## Geographische Lage
Die Einöde Rotzenmühle liegt 900 m östlich der Bundesstraße 15 auf dem Nordwestufer der Schlattein.
Es liegt 2,5 km nordwestlich von Püchersreuth und 4 km nordöstlich von Neustadt an der Waldnaab.

## Geschichte
Rotzenmühle (auch Rotzenmuhl, Rotzenmüll, Rozenmühl, Rozamühl, Mühle zu Rotzendorf) wurde 1483 erwähnt.
Kurfürst Ottheinrich führte 1542 per Erlass die protestantische Konfession in seinem Fürstentum ein. In den Jahren 1548 bis 1571 ging die Herrschaft des Klosters Waldsassen nach und nach in die kurpfälzische Landeshoheit über. Im Rahmen der von Ottheinrich 1558 durchgeführten Neuordnung des Kirchenwesens in der gesamten Oberen Pfalz wurde Wurz Pfarrei in der Superintendentur Tirschenreuth.
Die Pfarrei Wurz umfasste die Ortschaften Kotzenbach, Pfaffenreuth, Mitteldorf, Rotzendorf, Walpersreuth, Eppenreuth, Kahhof, Lamplmühle, Ernsthof, Stinkenbühl, Rotzenmühle, Wurmsgefäll, Geißenreuth. Ihr Pfarrer war Michael Schiffendecker aus Runneburg bei Zwickau.
1560, 1622, 1630 wurde Rotzenmühle als Mühle mit zwei Gängen und mit einer Mannschaft aufgeführt.
Bei der Gegenreformation wurde Wurz wieder katholisch, die kirchliche Einteilung Ottheinrichs wurde aufgehoben und der Zustand von vor der Reformation wieder hergestellt. Der Stift Waldsassen wurde 1669 an die Zisterzienser zurückgegeben.
Die Pfarrei Wurz gehörte nun zum Dekanat Nabburg.
1792 gab es auf der Rotzenmühle einen Untertan.
1808 hatte die Rotzenmühle ein Wohngebäude mit 7 Einwohnern.
Seit 1808 war Eppenreuth Gemeinde und Steuerdistrikt mit den Ortschaften Eppenreuth, Baumgarten (erste Nennung 1961), Mitteldorf, Rotzendorf, Rotzenmühle, Stinkenbühl, Walpersreuth.
Eppenreuth gehörte zunächst zum Landgericht Tirschenreuth und wurde 1857 in das Landgericht Neustadt an der Waldnaab umgegliedert.
Zwei Gedenksteine bei der Rotzenmühle erinnern an die katholische antifaschistische Widerstandsgruppe Sturmschar, die sich hier in den Jahren 1930 bis in die Kriegszeit hinein versammelte.
Sie wurden gefördert vom Religionslehrer Prälat Deubzer am Humanistischen Gymnasium Weiden und betreut von den Kaplänen Karl Böhm und Saller.
Unterschlupf bot ihnen die Müllersfamilie Gieler, Eigentümer der Rotzenmühle.
1978 wurde die Gemeinde Eppenreuth mit ihren Ortsteilen in die Gemeinde Püchersreuth eingegliedert.

## Einwohnerentwicklung in Rotzenmühle ab 1819
| Jahr | Einwohner | Gebäude |
| ---- | --------- | ------- |
| 1819 | 7         | 1       |
| 1838 | 9         | 1       |
| 1871 | 7         | 6       |
| 1885 | 11        | 1       |
| 1900 | 8         | 1       |
| 1913 | 7         | 1       |

| Jahr | Einwohner | Gebäude |
| ---- | --------- | ------- |
| 1925 | 8         | 1       |
| 1950 | 10        | 1       |
| 1961 | 8         | 1       |
| 1970 | 5         | k. A.   |
| 1987 | 2         | 1       |
| 2011 | 0         | k. A.   |

## Tourismus und Kultur
Rotzenmühle liegt am Skulpturenweg Ilsenbach.
Das ist ein Rundwanderweg von Ilsenbach über St. Quirin, durch das Schlatteintal nach Rotzendorf.
An diesem Weg stehen Werke der Künstler Günter Mauermann, Rüdiger Goedecke, Barbara Hierl, Astrid Kriechenbauer, Willi Hengge, Klaus Kuran, Klaus Neugirg, Karl-Hans Bergauer, Hans Burmeister.